# 土神と狐
「土神と狐」（つちがみときつね）は宮沢賢治の短編童話。賢治が亡くなった翌年（1934年）に発表された作品である。好きな女性のために嘘をついてしまう狐と、狐への嫉妬に苦しむ土神とが、悲しい結末を迎えるまでを描く。

## あらすじ
一本木の野原に一本の樺の木（女性に擬人化されている）が生えていた。樺の木には、近くの谷地に住む土神と、南の方から来るきつねという二人の友だちがいた。夏のはじめのある晩、きつねが樺の木のもとを訪れる。仕立て下ろしの背広と赤革の靴に身を包んだきつねの物腰は上品で、星を見ながら「水沢の天文台で見た」という天体の話をして、ふたりはもり上がる。　きつねは「ドイツのツァイスに天体望遠鏡を注文してあるので、来春に届いたらすぐその天体を見せてあげる」と述べ、別れ際にハイネの詩集を貸していった。しかし、望遠鏡を注文しているというのは樺の木を喜ばせるためのたわいもない嘘で、きつねは樺の木と別れたあと、そのことに罪悪感を抱く。翌日やってきた土神は樺の木と会話を交わすが、樺の木が話の中で「（わからないことを）きつねに聞いてはどうか」と口にしたことで、きつねに対する怒りを覚える。
人間からの供物が途絶えがちだったことも土神の気持ちを高ぶらせ、気晴らしに祠の近くにやってきた木こりにいたずらをするが、それでも晴れない気持ちの原因が樺の木ときつねにあることに気づく。だが、樺の木を憎めず、忘れられないことに苦悩する。
8月の霧の深い晩、土神は平静を取り戻そうと試みて樺の木の近くに来ると、ちょうどきつねが訪れて会話をしていた。きつねは美学の話題を出し、自室には外国の書籍や顕微鏡、ロンドンタイムズなどがあると話す。それを聞いた土神はその場を逃げ出して大声で泣く。
秋になったある日、土神はすっかり上機嫌となり、樺の木と狐の関係についても寛容になっていた。土神は樺の木の所に出向き、気軽に言葉をかけるが、「今朝にわかに心持ちが軽くなった。いまなら誰のためにでも命をやる」という土神の言葉への返事を非常に重苦しく感じて答えなかった。そこへきつねが訪れる。きつねは約束していたという本を渡しただけで立ち去る。その模様を土神はぼんやり眺めていたが、きつねの赤革の靴が光ったのを見て驚いた瞬間、嫉妬が再燃して理性を失い、狐を殺してしまう。その後で土神は、きつねの部屋には何もなく、持ち物も2本のカモガヤの穂とハイネの詩集しかないことを知り、声をあげて泣き出してしまう。　